# 梅園新村紀念館
梅園新村紀念館（ばいえんしんそんきねんかん）は中華人民共和国江蘇省南京市玄武区の旧総統府の東、約200メートルに位置する資料館。
1946年5月から1947年3月まで周恩来、董必武が率いる中国共産党代表団が南京で国民政府と和平交渉を行うために事務所と宿舎に利用した場所である。梅園新村17号が代表団の事務所、30号が周恩来夫妻の宿舎であり、35号が董必武夫妻らの宿舎である。
現在は資料館となっており、宿舎などの建物は保存され、周恩来、董必武らが乗った車や周恩来が1946年11月19日に南京から延安に帰る際に着ていたコートなどが展示されている。1991年10月10日に江沢民総書記と朝鮮民主主義人民共和国の金日成主席が訪れ、1996年11月1日に胡錦濤が訪れている。1996年に全国重点文物保護単位及び全国愛国主義教育基地に指定されており中国の社会主義教育の重要施設のひとつになっている。

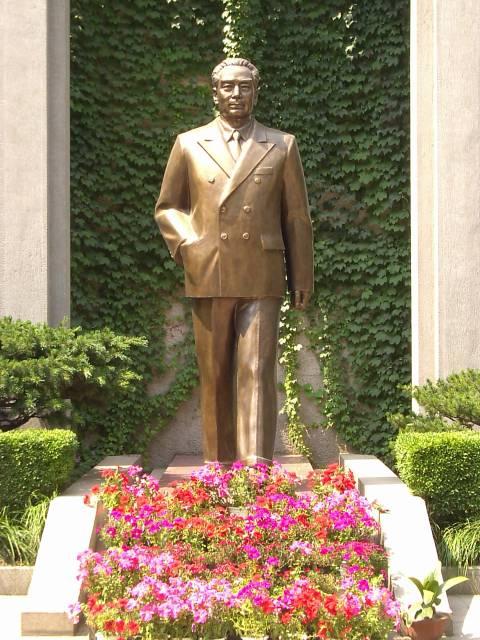
周恩来像
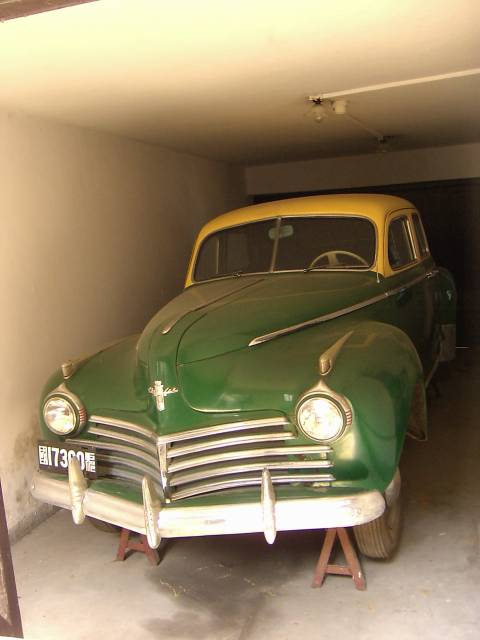
周恩来、董必武が乗った車
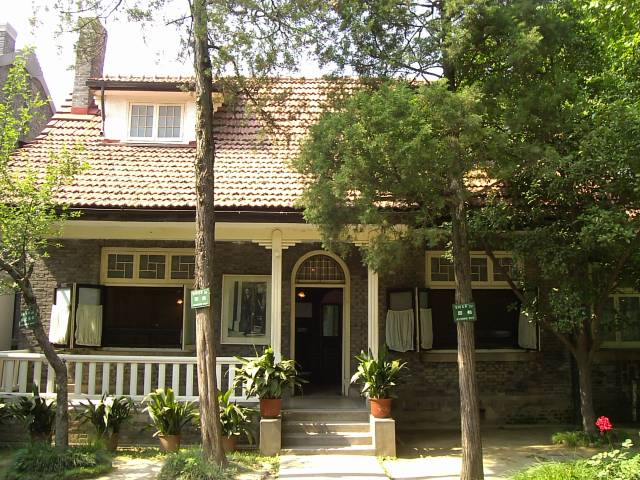
中国共産党代表団事務所跡
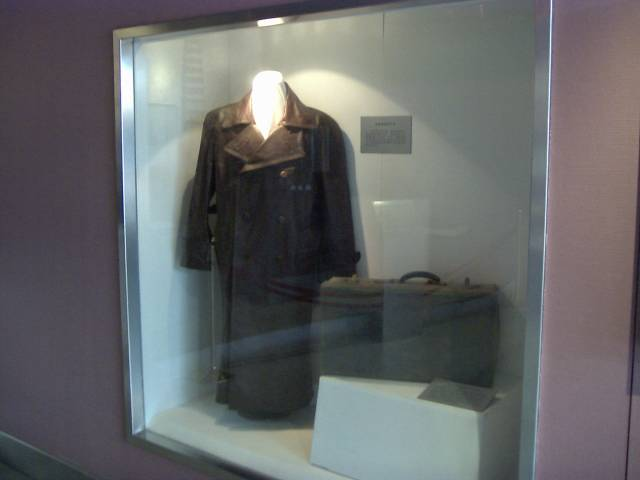
周恩来が1946年11月19日に南京から延安に帰る際に着ていたコート

## 入場料
10元（2004年現在）